# Norman Schwarzkopf
Pour les articles homonymes, voir Schwarzkopf.
Herbert Norman Schwarzkopf, né le 22 août 1934 à Trenton (New Jersey) et mort le 27 décembre 2012 à Tampa (Floride), est un général quatre étoiles de l'US Army. Commandant de l'United States Central Command, il dirige, à ce titre, les forces de la coalition lors de la guerre du Golfe en 1991. Il affirme, par la suite, son opposition à la guerre d'Irak menée en 2003.

## Biographie

### Enfance et formation
Herbert Norman Schwarzkopf, Jr est le fils de Ruth Alice (née Bowman) et de Herbert Norman Schwarzkopf. Alors qu'il est enfant, il est scolarisé en 1945 au Bordentown Military Institute près de Trenton.
En 1946, à 12 ans, avec les autres membres de sa famille, il rejoint son père alors en poste à Téhéran, en Iran, de 1942 à 1946 et qui sera plus tard au centre de l'organisation de l'opération Ajax, puis de la formation de la SAVAK, le service de sécurité intérieure et de renseignement de l'Iran. Le fils est scolarisé au Community High School de Téhéran, puis à l'École internationale de Genève, sur le campus de La Grande Boissière.
En 1950, il intègre la Valley Forge Military Academy, en Pennsylvanie dont il sort diplômé en 1952. H. Norman Schwarzkopf devient aussi un membre de Mensa,.
Le 1er juillet 1952, Schwarzkopf entre à l'Académie militaire de West Point, d'où son père était sorti diplômé en 1917. En 1956, il finit ses études, et se classe 43e sur 480, de sa promotion avec un diplôme de baccalauréat en sciences. Ensuite, à l'université du Sud de la Californie, il obtient une maîtrise en sciences, en génie mécanique, en 1964. Il y étudie les missiles guidés, un programme que l’université de Californie du Sud soutenait en conjonction avec l'US Army, et qui comporte de l'entraînement aéronautique et mécanique. Schwarzkopf fait aussi des études à l'United States Army War College, en Pennsylvanie.

### Carrière
Schwarzkopf est promu second lieutenant (sous-lieutenant) le 1er juin 1956, major (commandant) en 1966, lieutenant-colonel en 1968, colonel en 1975, brigadier-général (général de brigade) en 1978, major-général (général de division) en 1982, lieutenant-général (général de corps d’armée) en 1986, général (général d’armée) en 1988,,.
De mars 1957 à 1959, il est envoyé à Campbell dans le Kentucky où il sert, d'abord en tant que chef de peloton, puis en tant qu'officier du 2e groupe de bataille aéroporté du 187e régiment d'infanterie aéroporté. En juillet 1959, il est chef de peloton dans la 6e division d’infanterie en Allemagne. De juillet 1960 à septembre 1961 il devient aide de camp du général commandant de Berlin,. De juillet 1964 à juin 1965, il est instructeur à l'académie de West Point. De juin 1965 à juillet 1966, il est conseiller d'une division de parachutistes du Sud-Viêt Nam. De 1966 à août 1968, il enseigne la mécanique à West Point. De 1968 à 1969, il est élève au Command and General Staff College. De juin 1969 à juillet 1970, il est commandant du 1er bataillon du 6e régiment d'infanterie de la 198e brigade d'infanterie de la 23e division d'infanterie au Viêt Nam,. De juillet 1970 à juillet 1972, il sert au Pentagone. En 1972-1973, il suit les cours du Army War College. De juillet 1973 à décembre 1974, il est assistant militaire dans le bureau du secrétaire adjoint de l'Armée à Washington. De décembre 1974 à novembre 1976, il devient commandant en second de la 172e brigade d’infanterie à Fort Richardson en Alaska. De novembre 1976 à juin 1978, il est nommé commandant de la 1re brigade, de la 9e division d’infanterie, à Fort Lewis à Washington. De juillet 1978 à juillet 1980, il est directeur adjoint des plans au commandement du Pacifique au camp H. M. Smith à Hawaï. D'août 1980 à juin 1982, il est adjoint au commandant de la 8e division d’infanterie en Europe.
De juin 1982 à juin 1983, il est directeur adjoint de la gestion du personnel militaire et chef adjoint de l’état major chargé du personnel. De juin 1983 à juin 1985 il est commandant de la 24e division d’infanterie (mécanisée) à Fort Stewart en Géorgie. À ce titre, d'octobre à décembre 1983, il est second de l'amiral Metcalf commandant de la force opérationnelle interarmées engagée lors de l’intervention amphibie américaine sur l’île de Grenade,. De juillet 1985 à 1986, il est affecté au Pentagone pour servir d'assistant au lieutenant-général Vuono, chef de cabinet adjoint pour les opérations. De 1986 à 1987, il est général commandant du 1er corps d'armée à Fort Lewis. D'août 1987 à novembre 1988, il est assistant du général Vuono, général en chef affecté à la formation de l'armée et de la doctrine militaire. En novembre 1988 au 31 août 1991, il est commandant en chef du Central Command, le commandement militaire américain pour le Moyen-Orient et l’Asie centrale,.

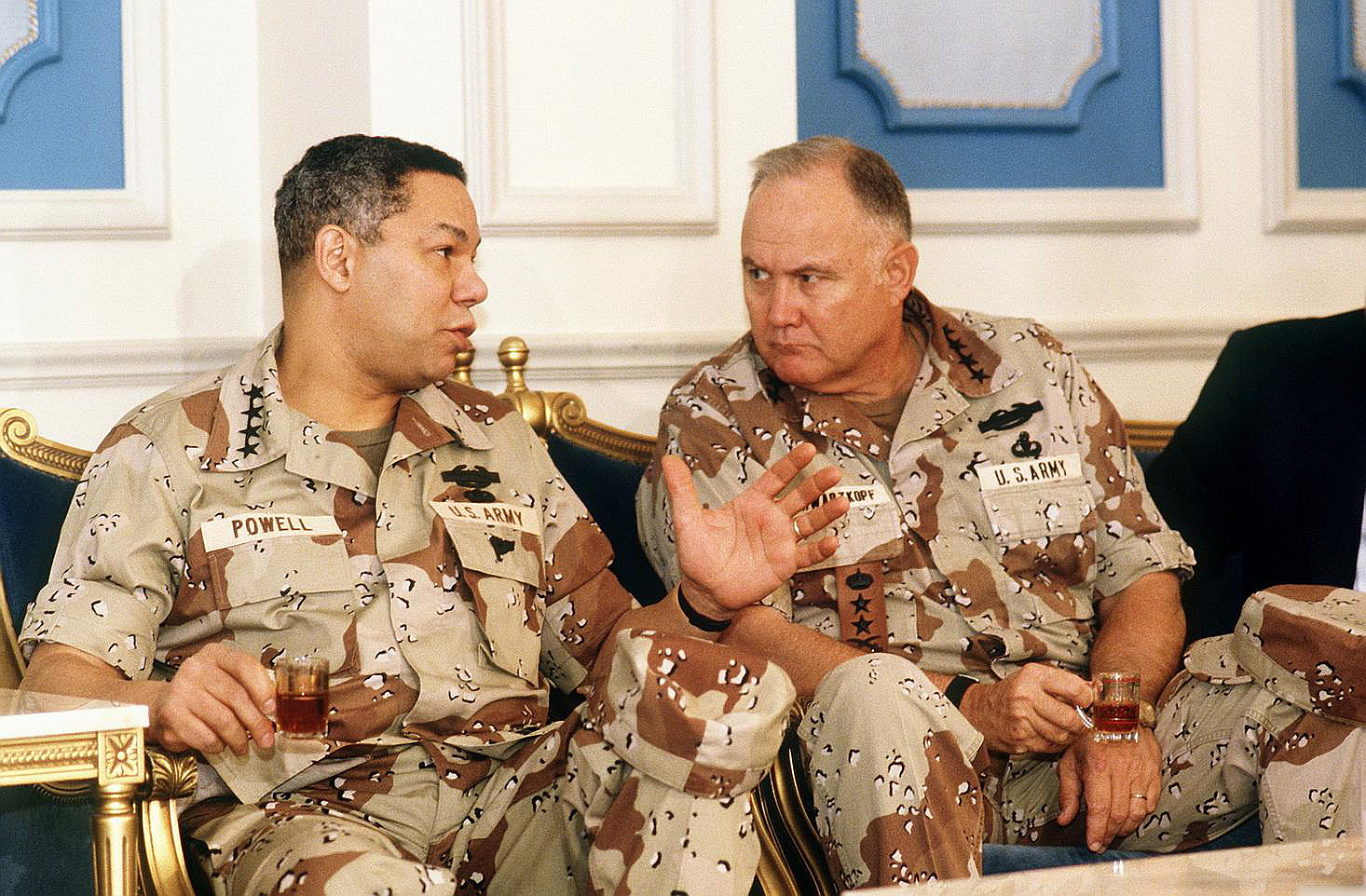
Norman Schwarzkopf avec Colin Powell, les généraux américains commandant les forces de la Coalition en 1990/1991.

### Première guerre d'Irak - Tempête du désert
En cette qualité, après l'invasion du Koweït le 2 août 1990 par les armées de Saddam Hussein, il organise du 6 août 1990 à janvier 1991 l'opération Bouclier du désert visant à protéger l'Arabie saoudite d'une attaque irakienne. Puis du 17 janvier 1991 au 28 février 1991, il prend la tête de l'opération Tempête du désert. La 1re phase de celle-ci consiste en une vaste offensive aérienne qui détruit l’ensemble des sites stratégiques irakiens. La seconde phase commence à partir du 24 février 1991, et prend la forme d'une offensive terrestre des forces de la coalition rassemblant 28 pays et 605 000 hommes dont une moitié d'Américains. Elle aboutit à la libération du Koweït. Le 28 février 1991, George Bush ordonne le cessez-le-feu après que l’Irak a annoncé qu'il accepte toutes les résolutions de l'ONU « sans condition ».
Les pertes des alliés se chiffrent à quelques dizaines d'hommes (États-Unis : 65 morts et 43 disparus, Grande-Bretagne : 6 morts et 8 disparus, France : 2 morts, alliés arabes : 13 morts et 10 disparus...), celles des Irakiens sont estimées à plus de 200 000 morts dont une moitié de civils.

### Retraite
Après cette victoire, le général Schwarzkopf se voit proposer le poste de chef d'État-Major de l'Armée par le secrétaire à l'Armée Michael P. W. Stone. Mais il décline l'offre, prend sa retraite en août 1991, et publie peu après son autobiographie It Doesn't Take a Hero. En 1993, il est opéré d'un cancer de la prostate. Lors des élections présidentielles américaines de 2000, il soutient la candidature de George W. Bush. En 2003, consultant de la chaîne NBC à l'occasion de la seconde guerre en Irak, il se montre critique en émettant des doutes sur l'existence des prétendues armes de destruction massive qui justifient la guerre ; il s’en prend à Donald Rumsfeld, directeur du Pentagone, lui reprochant dans le Washington Post de se réjouir de la guerre.

### Famille
Son père Herbert Norman Schwarzkopf (1896-1958), après son service dans l'US Army, devient, en 1921 le superintendant de la New Jersey State Police, ou la police d'État de New Jersey. Enquêteur principal, il y travaille sur l'enlèvement de Charles Augustus Lindbergh, Jr., avant de retourner dans l'armée en 1940, et d'atteindre le grade de major-général lorsqu'il quitte le service en 1957. Il organise les actions menées sur le terrain pour l'opération Ajax à Téhéran en 1953.
En janvier 1952, le certificat de naissance du fils Schwarzkopf est modifié pour que son nom devienne « H. Norman Schwarzkopf ».
Le 6 juillet 1968, Norman Schwarzkopf épouse Brenda Holsinger qui lui donne trois enfants : deux filles Cynthia (née en 1970), Jessica (née le 12 mars 1972) et un fils Christian (né le 20 juin 1977),,.

## Distinctions
- Distinguished Service Medal (2 citations)
- Silver Star (2 citations)
- Defense Superior Service Medal
- Legion of Merit
- Distinguished Flying Cross
- Bronze Star with "V" Device (2 citations)
- Purple Heart (1 citation)
- Meritorious Service Medal (2 citations)
- Air Medal
- Army of Occupation Medal
- Army Commendation Medal avec le "V" (3 citations)
- Combat Infantryman Badge
- Master Parachutist Badge
- Army Staff Identification Badge
- Joint Chiefs of Staff Identification Badge
- Office of the Secretary of Defense Identification Badge
- Médaille présidentielle de la Liberté
- Croix de guerre vietnamienne avec trois citations dont deux palmes
- Chevalier de l'ordre du Bain
- The United States Republican Senatorial Medal of Freedom
- Médaille d'or du Congrès
- Légion d'honneur (France)
- Légionnaire de 1re classe honoraire, le 2 avril 1991 (matricule 180355 bis)

## Citations
- « Aller faire la guerre sans la France est comme aller à la chasse sans un accordéon. »
- « La vérité est que vous savez toujours ce qu'il faut faire. Ce qui est difficile, c'est de le faire. »